# Acanthastrea echinata
Acanthastrea echinata är en korallart som först beskrevs av James Dwight Dana 1846.  Acanthastrea echinata ingår i släktet Acanthastrea och familjen Mussidae. IUCN kategoriserar arten globalt som livskraftig. Inga underarter finns listade i Catalogue of Life.